# مايلز موراليس
مايلز جونزالو موراليس هو بطل خارق في مارفل كومكس وهو أحد شخصيات سبايدرمان،الشخصية من ابتكار براين مايكل بنديس وسارة بيتشيلي.